# Paolo Scannavino
(Paolo Scannavino)
Paolo Scannavino (Roma, 14 settembre 1976) è un attore, circense e illusionista italiano.

## Biografia
Paolo Scannavino nasce a Roma il 14 settembre 1976. Scopre da adolescente l'amore per il teatro, e all'età di 17 anni già comincia a lavorare nei primi spettacoli nelle scuole, e a partecipare ai primi corsi di formazione. Nel 1995 incontra la compagnia il Clownotto, con la quale inizia a formarsi come clown e artista circense, e con la quale apprende l'arte del clown, del giocoliere, del trampoliere e del mago. Nel 1996 viene assunto dalla prima Clown care unit italiana e diventa uno dei primi clowndottori in Italia presso la Piccola Società Cooperativa Soccorso Clown, e attualmente lavora presso il padiglione pediatrico del Policlinico Umberto I di Roma con il nome di Dottor Dudy. Nel 1999 collabora come mimo acrobata con il Teatro dell'Opera ne La Turandot. 
Nel 2000 fonda, insieme alla moglie Laura Donzella, la compagnia teatrale ENDAXI. La Compagnia si occupa di progetti culturali, attua molte ricerche nell'ambito dell'insegnamento teatrale, partendo da i bambini della scuola dell'infanzia fino ad arrivare agli adolescenti delle scuole superiori. In collaborazione con la cooperativa La stelletta si occupa per diversi anni di laboratori integrati fra diversamente abili e normodotati. Parallelamente in tutta Italia si divulga la clownterapia attraverso stage intensivi: oltre ad insegnare le tecniche del teatro, si insegna la tecnica del clown e arti circensi a stundenti di tutte le età. 

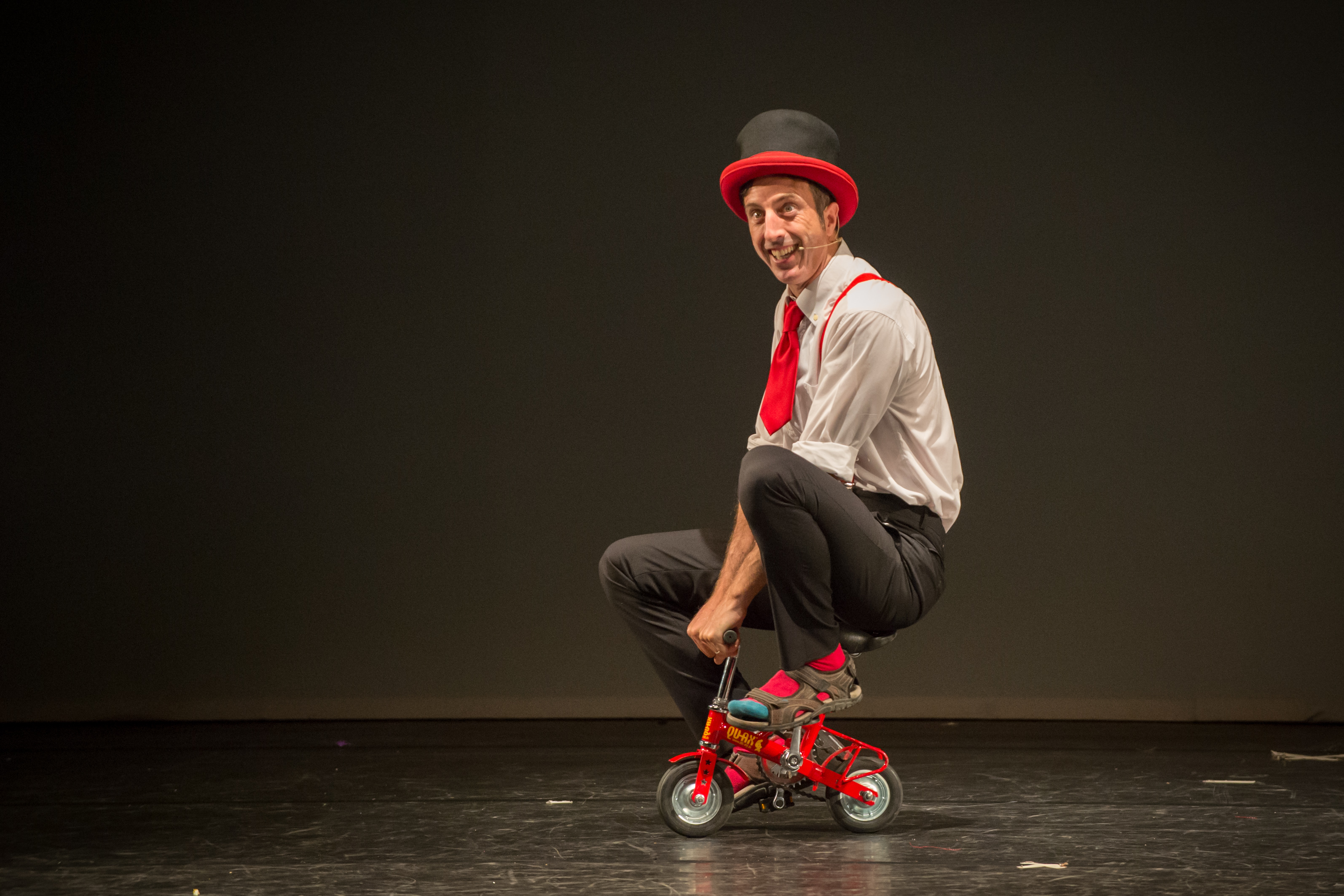
Scannamago, uno dei suoi personaggi principali da lui interpretati

Nel 2006 partecipa allo spettacolo del Cirque du Soleil sullo spot della Fiat Bravo. Nel 2002, in collaborazione con l'ASEM ha creato la prima compagnia di Teatro Circo del Mozambico , portando gli artisti due volte in tournée in Italia, ospitati anche dal Teatro Vittoria a Roma. Nel 2008 collabora alla formazione della prima Clown care unit di Betlemme, formando i primi 20 clowndottori palestinesi. Dal 2010 al 2013 collabora con il Comune di Roma per la realizzazione di animazioni e spettacoli per il Carnevale Romano, sia in qualità di organizzatore che di artista. 
Nel 2008 è tra i fondatori del progetto Naso Naso Social clown, con il quale si porta il clown all'interno dei convegni con una tecnica innovativa importata dalla Francia.  
Nel 2009 fa parte del cast del Velvet Cabaret, uno show Burlesque tra i primi in Italia, presso il Micca club.   
Nel 2012 entra nel Guinness World Record come Uomo Palloncino: una performance che lo vede entrare ed uscire contemporaneamente in 11 palloni giganti nel tempo record di 2 minuti, grazie alla quale avrà l'opportunità di essere ospitato in vari programmi televisivi, sia Rai che Mediaset.
Dal 2014 al 2015 collabora nuovamente con il Teatro dell'Opera, per 2 edizioni de La Boheme alle terme di Caracalla con il ruolo di mimo clown. Nella sua carriera non smette mai comunque di frequentare il palco in qualità di attore di prosa, infatti una delle sue ultime produzioni è Monsieur Malaussene, monologo scritto da Daniel Pennac.
Dal 2016 fa parte del corpo docenti dell'Accademia Sistina, del Teatro Sistina di Roma
Nel 2018 vince il primo premio del Makketiridi, premio assegnato a ogni rassegna di comici.  

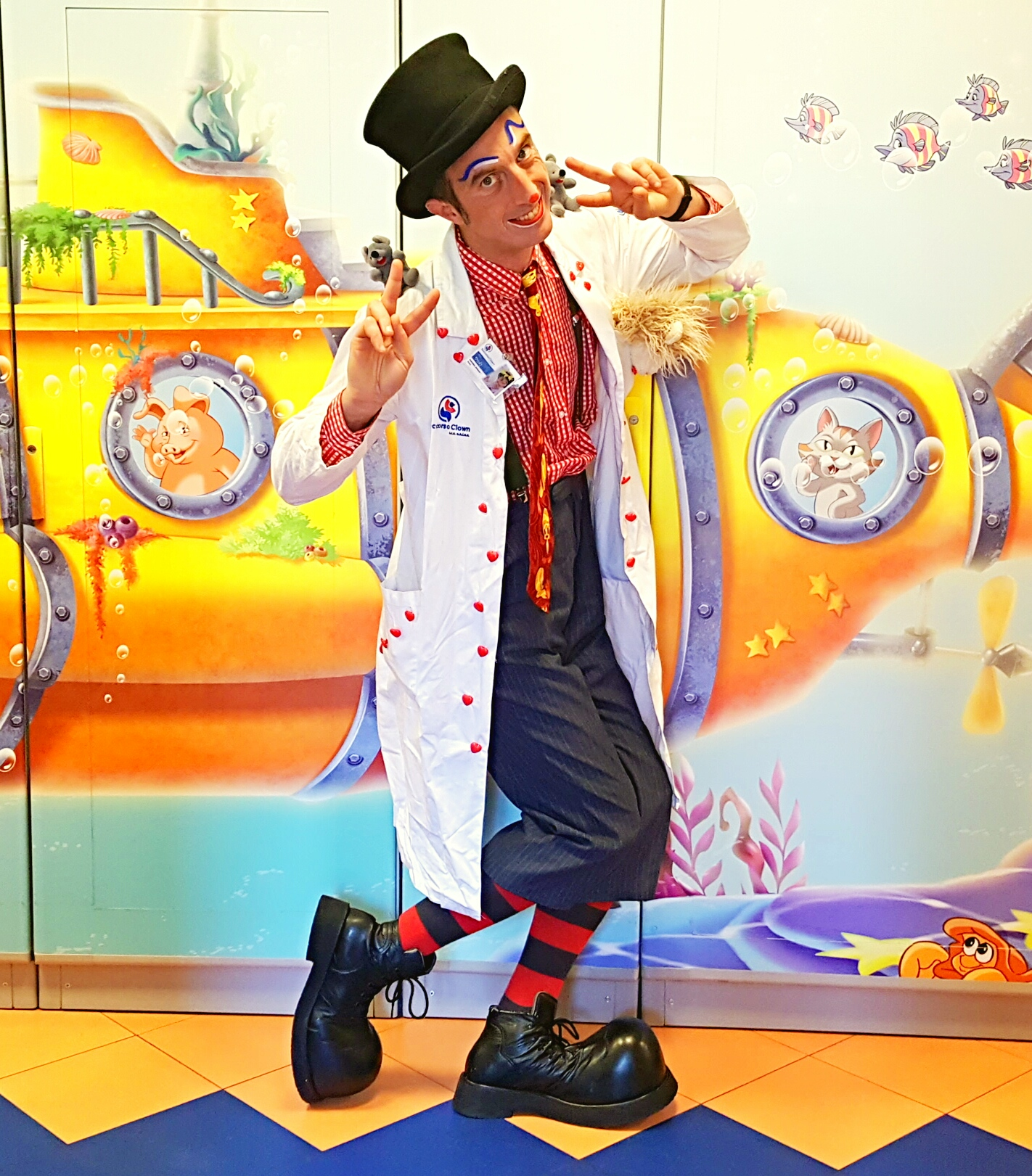
Il Dottor Dudy, l'alter ego di Paolo Scannavino quando lavora in ospedale come clownterapeuta.

Nel 2018 è tra i fondatori dell'Accademia di Clownterapia, scuola di alta formazione rivolta a chiunque voglia diventare un clownterapeuta.

## Teatro
- La Turandot (Teatro dell'Opera, 1999)
- Alla ricerca dell’applauso perfetto (dal 2003)
- Fiat Bravo (Cirque Du Soleil, 2006)
- Velvet cabaret - Burlesque show (Micca club, dal 2009)
- La Boheme (Teatro dell'Opera, 2014-15)
- Gli uomini vengono da Marte, le donne da Venere (2014)
- Monsieur Malaussene (2015)
- Circus Gran Gala (Teatro Sistina, 2017)
- Underwater Bubble Show (2017)

## Filmografia

### Televisione
- Dottor Clown (2008), regia di Maurizio Nichetti

## Programmi televisivi
- Guinness World Record (2012)
- I fatti vostri (2012)
- Si può fare! (2014)
- I soliti ignoti (2019)